# 瓦特兰
瓦特兰（Waterland）是荷蘭的一個市镇和城市，在行政區劃上屬於北荷蘭省。瓦特兰位於阿姆斯特丹以北。

## 外部連結
- 维基共享资源上的相關多媒體資源：瓦特兰
- Official website （页面存档备份，存于）